# Praemium Imperiale
El Praemium Imperiale (lit. «Premio mundial de la cultura en memoria de Su Alteza Imperial el príncipe Takamatsu», en japonés: 高松宮殿下記念世界文化賞, Takamatsu no miya denka kinen sekai bunka-shō) es un premio internacional de arte otorgado desde 1989 por la familia imperial japonesa en nombre de la Asociación de Arte de Japón en los campos de la pintura, la escultura, la arquitectura, la música, y el teatro / cine. Se trata de áreas de logro que no estén cubiertas por el Premio Nobel. El premio, que se otorga por contribuciones destacadas al desarrollo, la promoción y el progreso de las artes, es a menudo considerado como el premio de arte más prestigioso en el mundo.

## El premio

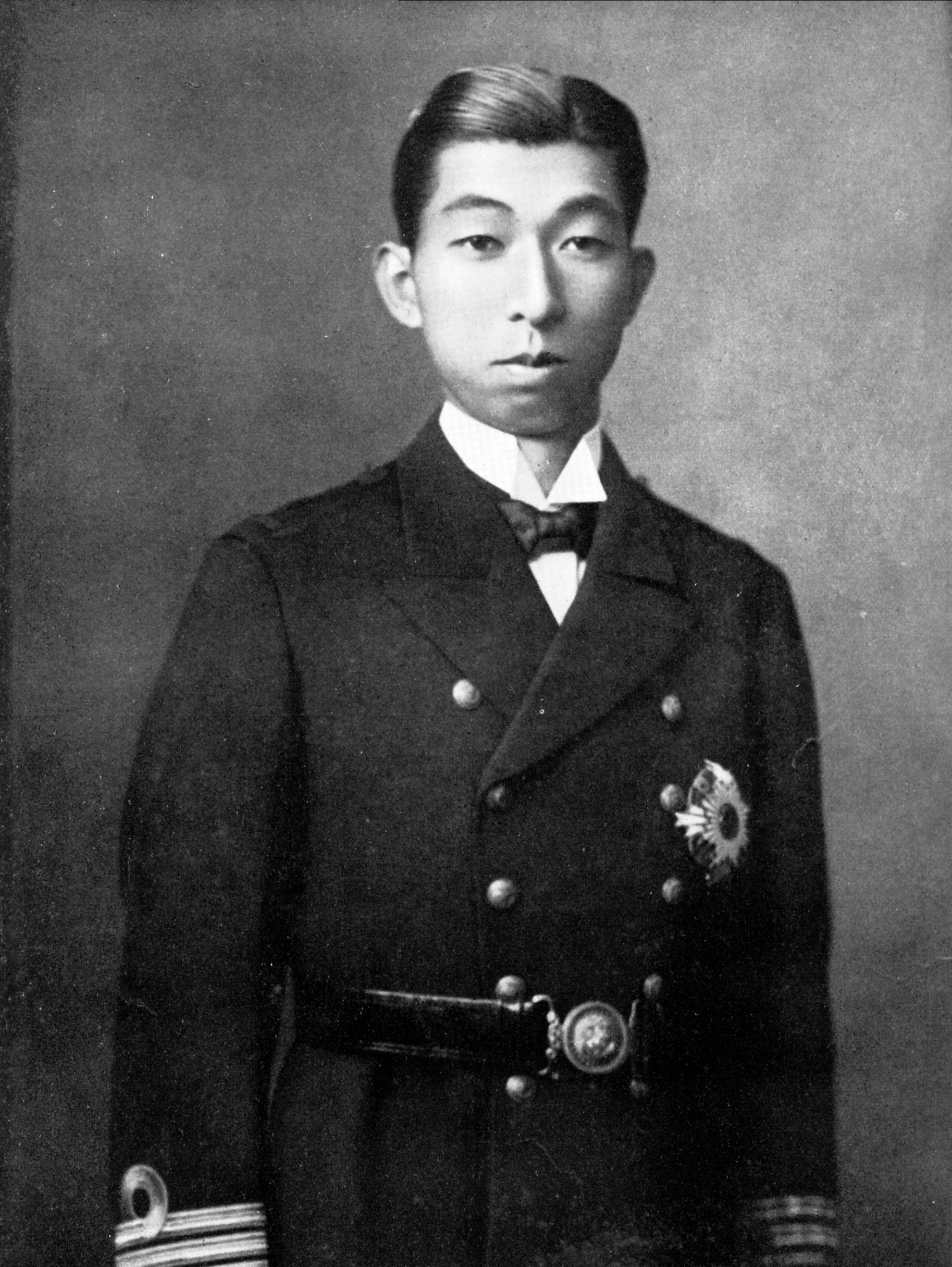
El príncipe Takamatsu, inspirador del premio.

El Praemium Imperiale se otorga en memoria de Su Alteza Imperial el príncipe Takamatsu (1905–1987), hermano menor del emperador Shōwa (Hirohito) que reinó desde 1926 hasta 1989. El príncipe Takamatsu fue famoso por su largo apoyo al desarrollo, promoción y progreso de las artes en el mundo.
Los laureados se anuncian cada mes de septiembre; la ceremonia de entrega de premios y los eventos relacionados se llevan a cabo en Tokio, Japón, cada mes de noviembre. La ceremonia de entrega de premios se celebra en presencia de Su Alteza Imperial el príncipe Hitachi, y del presidente de la Asociación de Arte de Japón, en el Meiji Kinennkann en Tokio. El príncipe Hitachi presenta los premios a los galardonados seleccionados. El premio consiste en una medalla de oro y 15 millones de yenes japoneses, y fue creado por el Grupo de Comunicaciones Fujisankei, que paga los gastos de alrededor de $ 3 millones por año.
Los galardonados son recomendados anualmente por asesores internacionales. Los asesores incluyen Yasuhiro Nakasone, William H. Luers, Lamberto Dini, François Pinault, Chris Patten y Klaus-Dieter Lehmann, y son decididos por un comité anónimo de la Asociación de Arte de Japón. Los asesores honorarios incluyen Jacques Chirac, David Rockefeller, David Rockefeller, Jr., Helmut Schmidt y Richard von Weizsacker. 
En octubre de 2015, se había otorgado el premio en 27 ocasiones, distinguiendo a un total de 139 artistas, ya que tres premios fueron entregados ex aequo y uno fue compartido por el matrimonio Christo. Han sido distinguidos artistas de 27 nacionalidades: 22 estadounidenses, 19 británicos, 18 franceses, 15 italianos, 15 japoneses, 10 alemanes, 4 indios, 4 suizos y 4 rusos, 3 españoles, 2 argentinos, 2 canadienses, 2 húngaros, 2 polacos y 2 ucranianos, y en una ocasión a miembros de las siguientes nacionalidades: austriaco, búlgaro, chileno, chino, danés, estonio, israelí, neerlandés, portugués, sudafricano, sueco y surcoreano.

## Galardonados
Se recogen a continuación todos los galardonados.
| Año  | Pintura                         | Escultura               | Arquitectura                   | Música                   | Cine/Teatro          |
| ---- | ------------------------------- | ----------------------- | ------------------------------ | ------------------------ | -------------------- |
| 2024 | Sophie Calle                    | Doris Salcedo           | Shigeru Ban                    | Maria João Pires         | Ang Lee              |
| 2023 | Vija Celmins                    | Olafur Eliasson         | Diébédo Francis Kéré           | Wynton Marsalis          | Robert Wilson        |
| 2022 | Giulio Paolini                  | Ai Weiwei               | Kazuyo Sejima y Ryūe Nishizawa | Krystian Zimerman        | Wim Wenders          |
| 2021 | Sebastião Salgado               | James Turrell           | Glenn Murcutt                  | Yo-Yo Ma                 | Sin premiado         |
| 2020 | Sin concesión                   | Sin concesión           | Sin concesión                  | Sin concesión            | Sin concesión        |
| 2019 | William Kentridge               | Mona Hatoum             | Tod Williams y Billie Tsien    | Anne-Sophie Mutter       | Bando Tamasaburo     |
| 2018 | Pierre Alechinsky               | Fujiko Nakaya           | Christian de Portzamparc       | Riccardo Muti            | Catherine Deneuve    |
| 2017 | Shirin Neshat                   | El Anatsui              | Rafael Moneo                   | Youssou N'Dour           | Mijaíl Barýshnikov   |
| 2016 | Cindy Sherman                   | Annette Messager        | Paulo Mendes da Rocha          | Gidon Kremer             | Martin Scorsese      |
| 2015 | Tadanori Yokoo                  | Wolfgang Laib           | Dominique Perrault             | Mitsuko Uchida           | Sylvie Guillem       |
| 2014 | Martial Raysse                  | Giuseppe Penone         | Steven Holl                    | Arvo Pärt                | Athol Fugard         |
| 2013 | Michelangelo Pistoletto         | Antony Gormley          | David Chipperfield             | Plácido Domingo          | Francis Ford Coppola |
| 2012 | Cai Guo-Qiang                   | Cecco Bonanotte         | Henning Larsen                 | Philip Glass             | Yoko Morishita       |
| 2011 | Bill Viola                      | Anish Kapoor            | Ricardo Legorreta              | Seiji Ozawa              | Judi Dench           |
| 2010 | Enrico Castellani               | Rebecca Horn            | Toyoo Itō                      | Maurizio Pollini         | Sophia Loren         |
| 2009 | Hiroshi Sugimoto                | Richard Long            | Zaha Hadid                     | Alfred Brendel           | Tom Stoppard         |
| 2008 | Richard Hamilton                | Ilya and Emilia Kabakov | Peter Zumthor                  | Zubin Mehta              | Sakata Tōjūrō        |
| 2007 | Daniel Buren                    | Tony Cragg              | Herzog & de Meuron             | Daniel Barenboim         | Ellen Stewart        |
| 2006 | Yayoi Kusama                    | Christian Boltanski     | Frei Otto                      | Steve Reich              | Maya Plisetskaya     |
| 2005 | Robert Ryman                    | Issey Miyake            | Yoshio Taniguchi               | Martha Argerich          | Merce Cunningham     |
| 2004 | Georg Baselitz                  | Bruce Nauman            | Oscar Niemeyer                 | Krzysztof Penderecki     | Abbas Kiarostami     |
| 2003 | Bridget Riley                   | Mario Merz              | Rem Koolhaas                   | Claudio Abbado           | Ken Loach            |
| 2002 | Sigmar Polke                    | Giuliano Vangi          | Norman Foster                  | Dietrich Fischer-Dieskau | Jean-Luc Godard      |
| 2001 | Lee Ufan                        | Marta Pan               | Jean Nouvel                    | Ornette Coleman          | Arthur Miller        |
| 2000 | Ellsworth Kelly                 | Niki de Saint Phalle    | Richard Rogers                 | Hans Werner Henze        | Stephen Sondheim     |
| 1999 | Anselm Kiefer                   | Louise Bourgeois        | Fumihiko Maki                  | Oscar Peterson           | Pina Bausch          |
| 1998 | Robert Rauschenberg             | Dani Karavan            | Álvaro Siza                    | Sofiya Gubaidúlina       | Richard Attenborough |
| 1997 | Gerhard Richter                 | George Segal            | Richard Meier                  | Ravi Shankar             | Peter Brook          |
| 1996 | Cy Twombly                      | César                   | Tadao Ando                     | Luciano Berio            | Andrzej Wajda        |
| 1995 | Matta                           | Christo                 | Renzo Piano                    | Andrew Lloyd Webber      | Nakamura Utaemon VI  |
| 1994 | Zao Wou-Ki                      | Richard Serra           | Charles Correa                 | Henri Dutilleux          | John Gielgud         |
| 1993 | Jasper Johns                    | Max Bill                | Kenzo Tange                    | Mstislav Rostropóvich    | Maurice Béjart       |
| 1992 | Pierre Soulages                 | Anthony Caro            | Frank Gehry                    | Alfred Schnittke         | Akira Kurosawa       |
| 1991 | Balthus                         | Eduardo Chillida        | Gae Aulenti                    | György Ligeti            | Ingmar Bergman       |
| 1990 | Antoni Tàpies                   | Arnaldo Pomodoro        | James Stirling                 | Leonard Bernstein        | Federico Fellini     |
| 1989 | Willem de Kooning David Hockney | Umberto Mastroianni     | Ieoh Ming Pei                  | Pierre Boulez            | Marcel Carné         |